# 암모나이트
암모나이트(ammonite, ammonoidea, ammonoids), 또는 국석(菊石)은 국석아강(菊石亞綱)에 속하는 멸종된 연체동물이다. 고생대 데본기에 처음 출현해 중생대 동안 번성하다가, 백악기 말기에 멸종하였다.
달팽이 모양의 나선형 껍질을 가지고 있었고, 형태는 문어 또는 오징어류에 가까웠으나, 오징어류보다는 같은 조상에서 진화한 앵무조개·진주앵무조개 등과 생김새가 더 유사하다.

## 특징

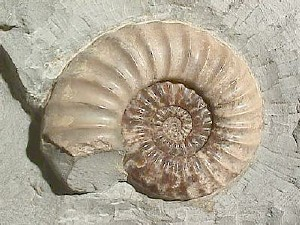
영국에서 발견된 쥐라기 시대의 암모나이트

암모나이트의 생활 방식에 대해서는 알려진 바가 거의 없다. 암모나이트의 부드러운 신체 부위는 완벽히 보존되는 경우가 거의 없었다. 그럼에도 불구하고 껍질을 조사하고 연구한 결과, 암모나이트는 해저가 아닌 약 25m 깊이의 개방된 바다에서 살았을 것으로 추측된다. 그 이유는 이들의 화석이 바닥에 사는 생물이 발견되지 않는 조건에 놓인 암석에서 종종 발견되기 때문이다. 주로 편평한 원반 모양의 유선형 껍질을 가지고 있어 잘 헤엄쳤을 것으로  추측된다.
암모나이트에 대한 분석을 통해 등각류와 연체동물 유충의 잔해가 발견되었는데, 이는 암모나이트가 플랑크톤을 먹었다는 것을 나타낸다. 그들은 현생 두족류들과 마찬가지로 먹물을 뿌려 포식자의 위협으로부터 벗어났을 것으로 추측된다.

## 한국
한반도에는 중생대의 해성층이 존재하지 않는 것으로 알려져 있어, 암모나이트 화석이 산출되지 않는다. 중생대 호성층인 경상도 분지의 남단에서 중생대 해성층을 찾으려는 노력이 시도되었으나 성과가 없다. 그러므로 한반도에서의 암모나이트 화석의 발견은 불가능에 가깝다.

## 같이 보기
- 앵무조개
- 두족강
- 오징어